# José Luis Uribezubia
Uribezubia  Velar est un nom espagnol. Le premier nom de famille, en général paternel, est Uribezubia ; le second, en général maternel, souvent omis, est Velar.
José Luis Uribezubia Velar, né le 21 août 1945 à Berriz en Biscaye, est un coureur cycliste espagnol. 
Son frère aîné Juan María a également été cycliste professionnel.

## Palmarès
- 1967
  - Clásica a los Puertos de Guadarrama
  - Tour d'Aragon
  - Trois Jours de Leganés
  - 3e de la Prueba Villafranca de Ordizia
  - 3e du Gran Premio de la Bicicleta Eibarresa

- 1971
  - 2e étape du Tour de Majorque

- 1972
  - 3e du Gran Premio Nuestra Señora de Oro

- 1973
  - 1re étape du Tour de Ségovie

- 1974
  - 8eb (contre-la-montre par équipes) et 11e étapes du Tour d'Espagne
  - 2e du GP Llodio
  - 8e du Tour d'Espagne

- 1975
  - GP Cuprosan
  - GP Llodio
  - 3e du championnat d'Espagne des régions

- 1976
  - Tour des vallées minières :
    - Classement général
    - 3e étape

  - 5eb étape du Tour des Asturies (contre-la-montre par équipes)
  - 9e de Paris-Nice

## Résultats sur les grands tours

### Tour de France
3 participations
- 1970 : abandon (6e étape)
- 1971 : 49e
- 1976 : 86e

### Tour d'Espagne
8 participations
- 1967 : 37e
- 1968 : hors délais (8e étape)
- 1970 : ?
- 1971 : 27e
- 1972 : 16e
- 1973 : 18e
- 1974 : 8e, vainqueur des 8eb (contre-la-montre par équipes) et 11e étapes
- 1975 : non-partant (19eb étape)

### Tour d'Italie
3 participations
- 1971 : 29e
- 1973 : 64e
- 1974 : 14e